# Fabien Loris
Fabien Loris, pseudonyme de Dominique Fabien Terreran, est un acteur français, né le 29 septembre 1906 à Paris, ville où il est mort le 7 septembre 1979.

## Biographie
Dominique Fabien Terreran naît chez ses parents, 64 rue de Reuilly dans le 12e arrondissement de Paris, fils de Dominique Terreran, sculpteur, et Marguerite Petitot, infirmière.
Après ses études, il aurait fait de la boxe. Il gagne sa vie grâce à des travaux d'illustration. Grand voyageur au début des années trente, il part à Tahiti  et en Afrique avec son ami photographe Roger Parry, ce qui le conduira à réaliser des photomontages anticolonialistes. Très lié à Jacques et Pierre Prévert, le Groupe Octobre et le Groupe Mars, il fait ses débuts sur scène, en tant que figurant et chanteur. Il apparait sur de nombreux clichés de la photographe Denise Bellon.
Il participe ensuite à une vingtaine de films entre 1932 et 1955, notamment sous la direction de Jean Renoir et de Marcel Carné. En 1935 il épouse Janine Tricotet, une amie danseuse et comédienne. Ils divorceront en 1940 et Janine épousera en 1947 Jacques Prévert.
Fin 1938, Loris fait partie de la première équipe du cabaret-théâtre d'Agnès Capri et monte un duo avec Yves Deniaud.
Un de ses rôles les plus connus est celui d'« Avril », homme de main de Lacenaire dans Les Enfants du paradis (1945). Chez Carné encore, il est le chanteur des Portes de la nuit qui chante Les Enfants qui s'aiment.
Il meurt en son domicile, 15 rue Bonaparte dans le 6e arrondissement de Paris, le 7 septembre 1979.

## Filmographie complète
- 1932 : Chotard et Cie de Jean Renoir
- 1935 : Le commissaire est bon enfant, le gendarme est sans pitié (moyen métrage) de Jacques Becker
- 1936 : Sous les yeux d'Occident (non crédité) de Marc Allégret
- 1936 : Le Crime de Monsieur Lange de Jean Renoir
- 1936 : La vie est à nous de Jean Renoir
- 1937 : La Citadelle du silence de Marcel L'Herbier
- 1937 : Drôle de drame de Marcel Carné
- 1938 : Le Temps des cerises de Jean-Paul Le Chanois
- 1938 : Les Gens du voyage de Jacques Feyder
- 1938 : Altitude 3.200 de Jean Benoît-Levy et Marie Epstein
- 1939 : La Piste du nord ou La Loi du nord de Jacques Feyder
- 1940 : Les Surprises de la radio de Marcel Aboulker
- 1943 : Adieu Léonard (non crédité) de Pierre Prévert
- 1945 : Les Enfants du paradis de Marcel Carné : avril
- 1946 : Le Couple idéal de Bernard-Roland et Raymond Rouleau : le Chinois
- 1946 : Les Portes de la nuit de Marcel Carné
- 1947 : L'Arche de Noé de Henry Jacques
- 1947 : La Bergère et le Ramoneur de Paul Grimault (dessin animé, uniquement les lyrics)
- 1949 : Le Mystère de la chambre jaune de Henri Aisner
- 1950 : Un homme marche dans la ville de Marcello Pagliero
- 1951 : Demain nous divorçons de Louis Cuny
- 1954 : Crainquebille de Ralph Habib
- 1954 : Papa, maman, la bonne et moi (non crédité) de Jean-Paul Le Chanois
- 1955 : Ça va barder de John Berry

## Théâtre
- 1949 : La Tour Eiffel qui tue de Guillaume Hanoteau, mise en scène Michel de Ré, Théâtre du Vieux-Colombier